# Hausbriefkasten

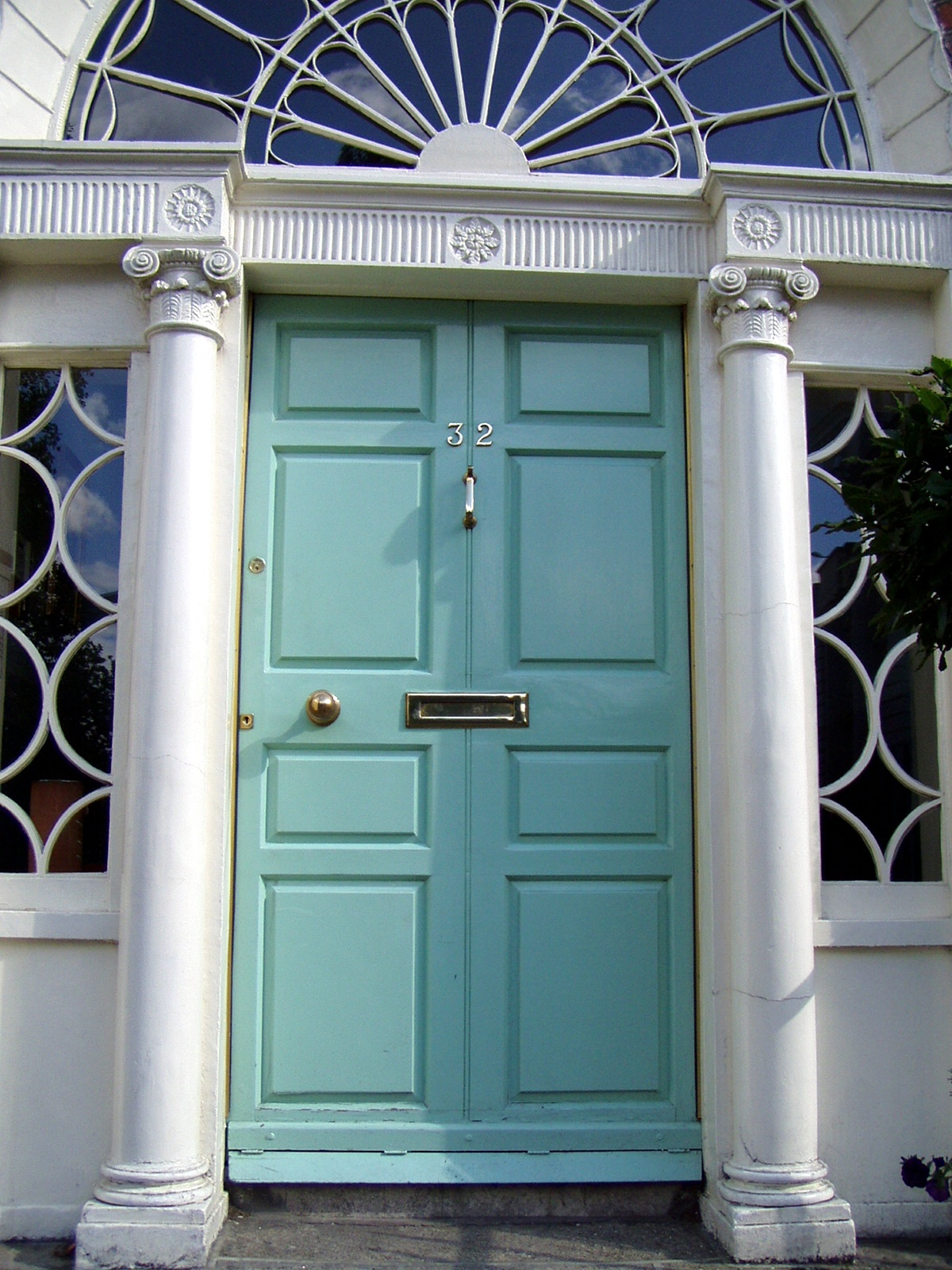
Eingangstür mit Briefschlitz

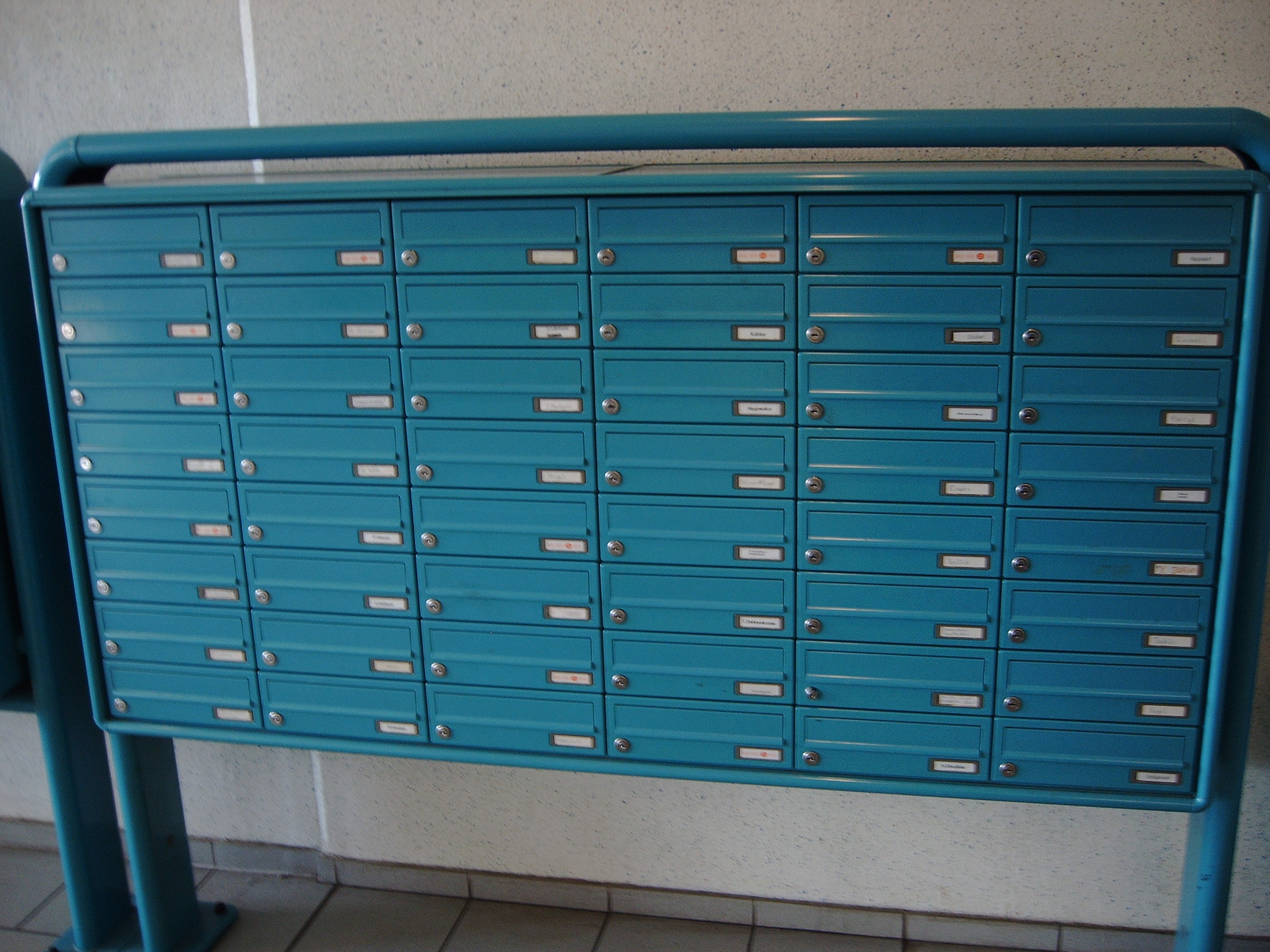
Freistehende Briefkastenanlage

Ein Hausbriefkasten oder Privatbriefkasten ist ein Briefkasten, in den Zusteller Postsendungen einwerfen, um sie damit beim Empfänger abzuliefern. Sie dienen dazu, die Postsendungen in Abwesenheit des Empfängers geschützt deponieren und die Zustellung schnell durchführen zu können. Private Briefkästen können beispielsweise im Hausflur von Mietshäusern angebracht, in die Hausfassade oder in die Haustür eingelassen, an der Hausfassade oder vor dem Haus an einem Gestell montiert oder an der Grundstücksgrenze an einem Pfahl befestigt sein.

## Geschichte

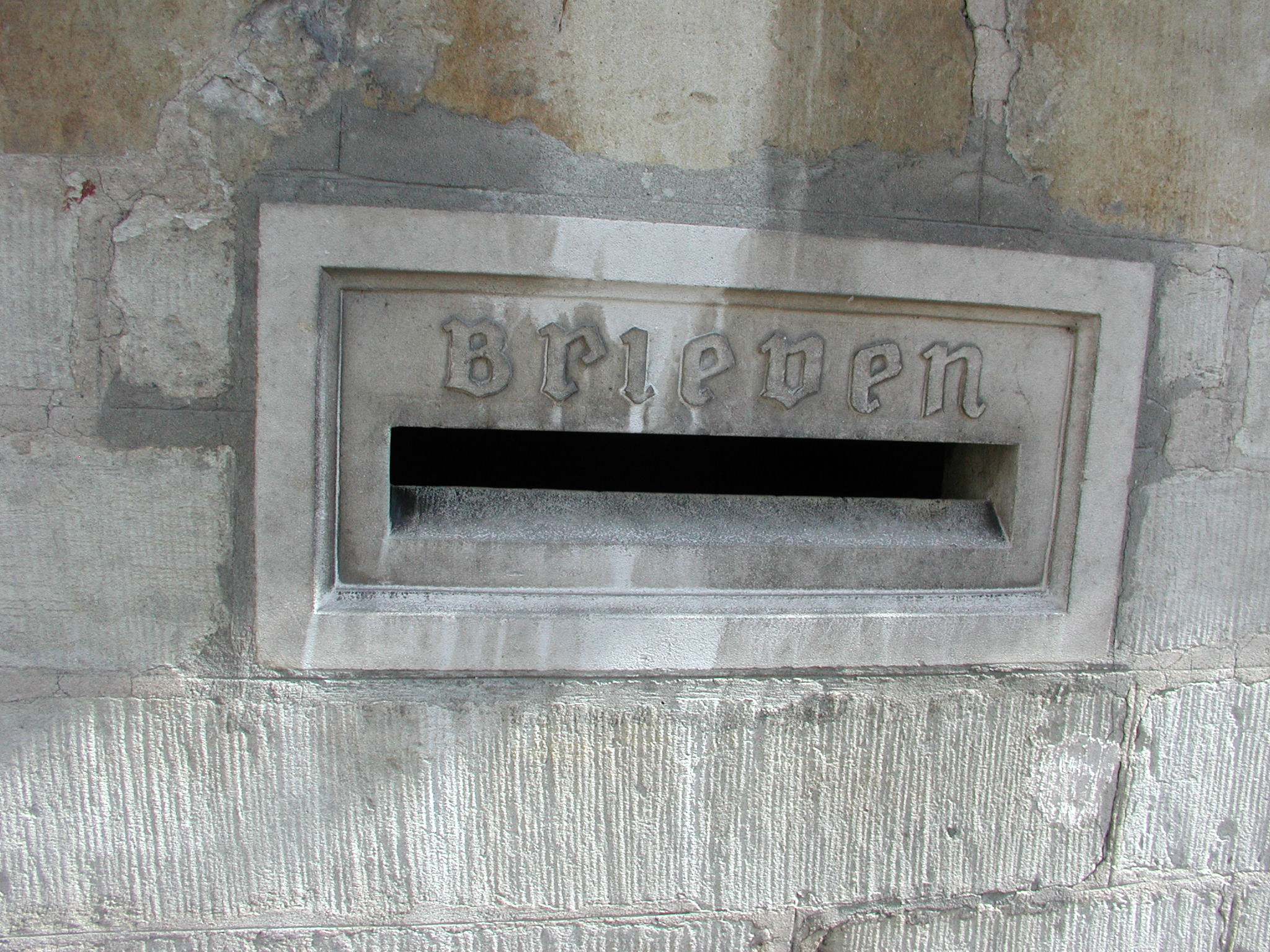
Hausbriefkasten am Rathaus von Brügge von 1376 im Mauerwerk integriert

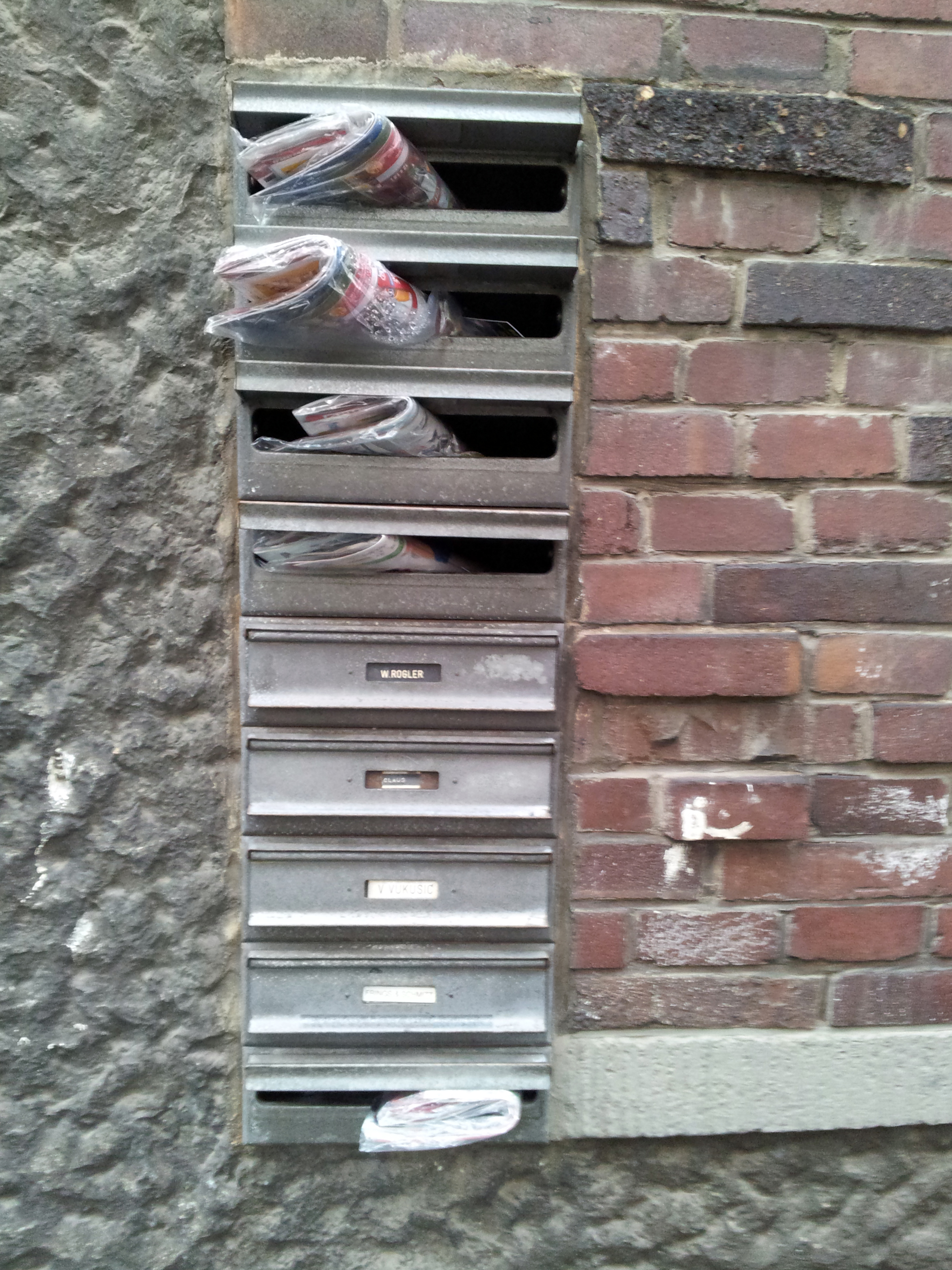
Hausbriefkästen von 1928 in Frankfurt

Nach einigen Informationen wurden im 16. Jahrhundert in den Kirchen von Florenz hölzerne Kästen, tamburi genannt, aufgestellt, in denen die Bevölkerung anonyme Anzeigen für die Regierung einlegen konnte, um diese vor Anschlägen und Verbrechen zu warnen. Später sollen diese Kästen von den Briefboten dazu benutzt worden sein, auch die Post, welche an die Geistlichen gerichtet war, dort eingeworfen zu haben. Diese Briefkästen sind also eher die Vorfahren der heutigen Hausbriefkästen.
Bei Mehrfamilienhäusern war es im 19. und frühen 20. Jahrhundert in Österreich üblich, dass der Portier die Post für sämtliche Mieter entgegennahm und ihnen aushändigte, ähnlich dem französischen Concierge.
Im Jahre 1906 trat der Augsburger Postmeister Eduard Hartung († 1956) an seine Vorgesetzten mit der Idee heran, bei Mehrfamilienhäusern im Eingangsbereich Hausbriefkästen anzubringen. Auf diese Weise sollte den Briefträgern das mühevolle Treppensteigen erspart bleiben. Seine Vorgesetzten waren allerdings wenig angetan und lehnten den Vorschlag ab. Ähnlich erging es dem Heidelberger Postboten Flaig, der seinen Vorgesetzten im Jahre 1906 die gleiche Idee mitgeteilt hatte. Es dauerte danach noch viele Jahre, bis die deutsche Postverwaltung den Vorteil eines Hausbriefkastens erkannte. Kurz vor dem Zweiten Weltkrieg begann die Reichspost dann damit, jedem Hausbewohner eines Mehrfamilienhauses einen Zuschuss von zehn Mark zu zahlen, wenn er einen Briefkasten im Erdgeschoss anbringt. Nach dem Zweiten Weltkrieg übernahm die Deutsche Bundespost die Auszahlung des Betrages und führte dieses Vorgehen bis in die 1970er Jahre fort. In ländlichen Gebieten setzten sich Briefkästen an den Häusern teilweise erst nach dem Zweiten Weltkrieg durch.
Bei Einfamilienhäusern ist zuweilen eine Einwurfklappe direkt in die Haustür eingelassen. Manchmal kann die Post innen einfach zu Boden fallen, ohne von einem Behälter aufgefangen zu werden. Mietshäuser wurden früher häufig mit mehreren einzelnen Briefkästen im Hausflur ausgestattet. Heute kommen stattdessen sogenannte Briefkastenanlagen zum Einsatz, die mehrere Briefkästen in einem Gehäuse zusammenfassen. Neben der Haustür eingelassene Durchwurfanlagen ermöglichen den Einwurf von außen und die Entnahme von innen.

## Abmessungen
In der Europäischen Union sind Mindestabmessungen und andere Anforderungen an Briefkästen in der EN 13724 geregelt. Die Mindestgröße orientiert sich unter anderem an einem Prüfumschlag im Papierformat C4. Dieser muss ohne falten problemlos und unbeschädigt eingeworfen werden können. Die Einwurföffnung muss mindestens 30 mm hoch und 230 mm breit sein. Es gibt bereits eine Reihe von Verfahren, in denen eine Mietminderung wegen Nichteinhaltung der Norm (Mindestgröße) vor Gericht bestätigt wurde. Vermieter versuchen zwar, Ansprüche auf einen Briefkasten nach aktueller Norm zu verweigern, wenn der alte Briefkasten bei Einzug akzeptiert wurde, Gerichte sprachen Mietern aber trotzdem eine Mietminderung zu, weil man beim Anmieten einer Wohnung nicht zuerst danach schaut, wie groß der Briefkasten ist. Ein Mieter akzeptiere einen mangelhaften Briefkasten als solchen nicht allein durch Anmietung der Wohnung, es bestehe gemäß § 535, § 536 BGB Anspruch auf Einbau eines Briefkastens nach aktueller Norm.

## Zustellung und Abholung in einem Briefkasten

### Deutschland

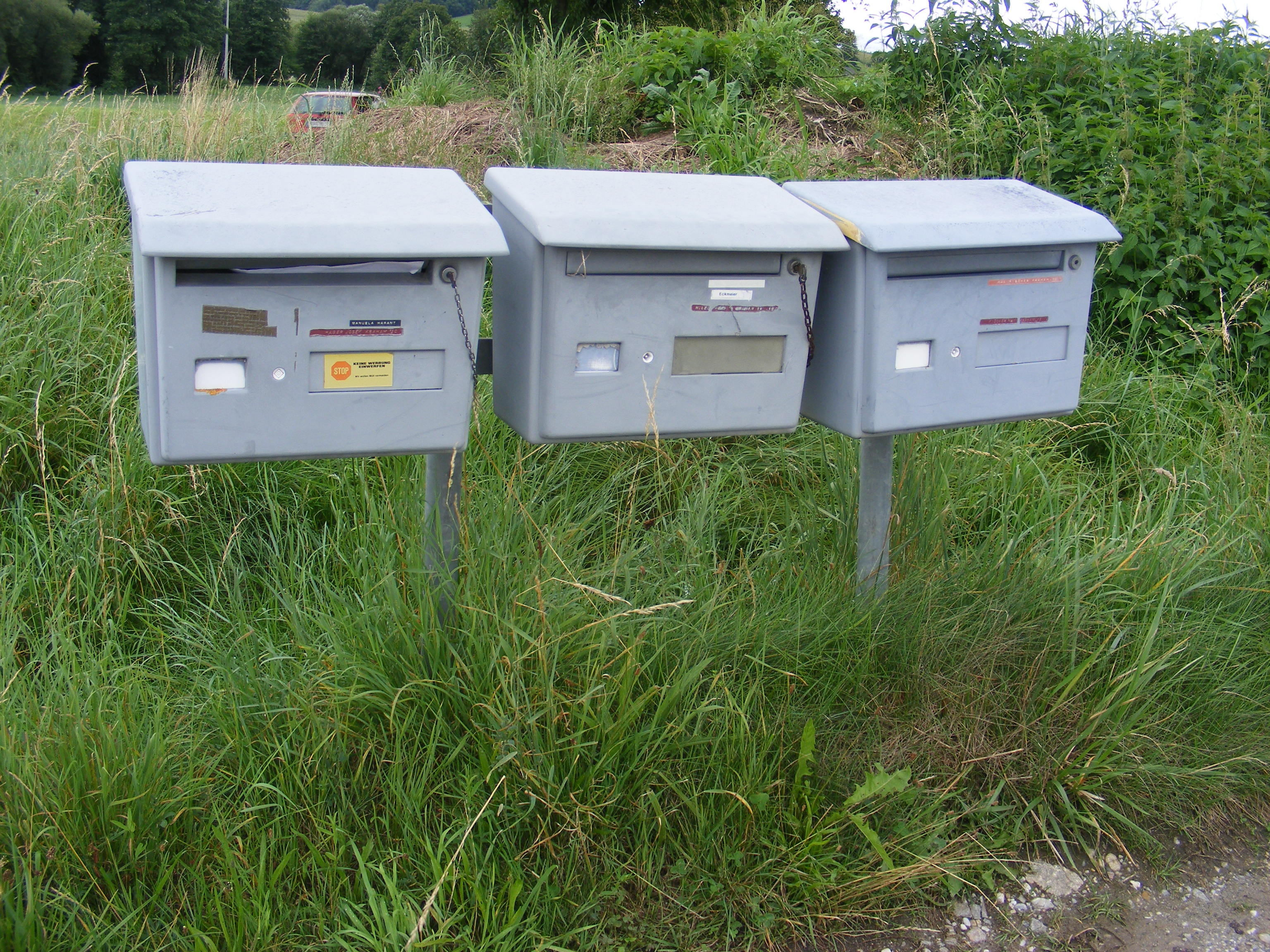
Drei mausgraue „Hausbriefkästen auf dem Lande“

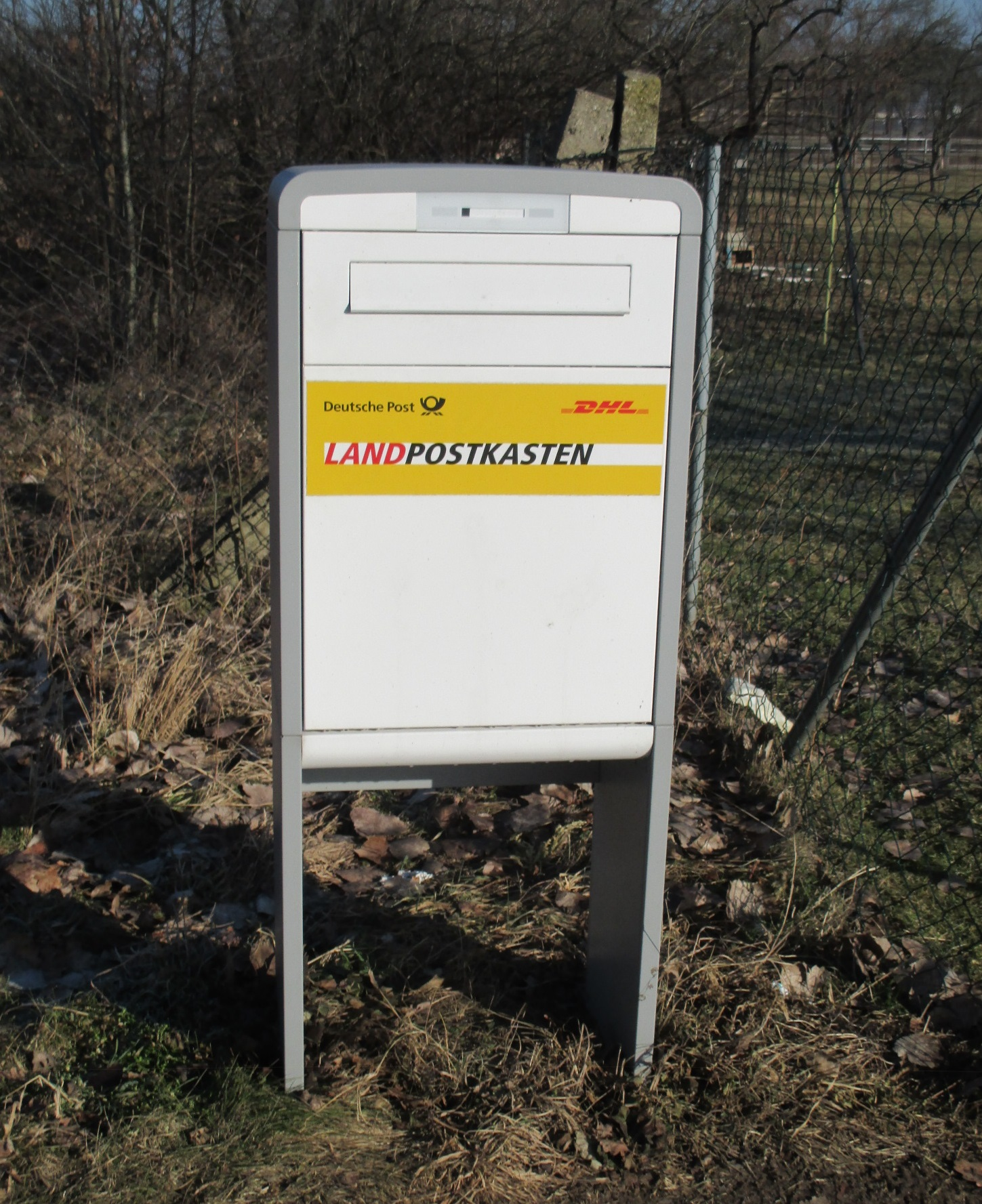
Landpostkasten für Postsendungen mit einem Brief- und einem Paketfach von der Deutschen Post AG und DHL (2017)

Im Gegensatz zu normalen Haus-Briefkästen wurden die „Hausbriefkästen auf dem Lande“ (Typ EB100K), heute von der Deutschen Post AG Landbriefkasten genannt, den Postkunden unentgeltlich zur Verfügung gestellt, wenn diese mehr als 100 Meter vom öffentlichen Straßennetz entfernt wohnen. Sie wurden in verkrafteten Landzustellbereichen eingesetzt, wenn die Empfänger von Postsendungen abseits der befestigten Straße in Häusern oder Höfen wohnen, die mit dem Kraftfahrzeug nicht oder nur unter erschwerten Bedingungen erreicht werden können. Die Briefkästen wurden an der Landstraße hauptsächlich an Haltesäulen, weniger an Gebäuden usw. angebracht. Sie dienen
- dem Zusteller zum Einlegen der für den Inhaber des jeweiligen Briefkastens bestimmten Briefsendungen und Päckchen und
- dem Kasteninhaber zum Einlegen seiner abgehenden Sendungen.

Die Leerung der Briefkästen und Weiterbeförderung der abgehenden Sendungen erfolgt durch den Zusteller anlässlich der nächsten Zustellfahrt. Aus diesem Grunde sind die Schlösser dieses Typs mit Hauptschließungen ausgestattet. Sie wurden ursprünglich aus mausgrau eingefärbtem Polyesterharz gepresst und sind für die Leerung mit einem Deckel (Briefkastendach) versehen sowie mit einem Namenschild und einem Einlageanzeiger ausgestattet. Der Einlageanzeiger kann gegebenenfalls von dem Kasteninhaber betätigt werden und zeigt dem Zusteller an, dass sich abgehende Sendungen im Kasten befinden. Der Briefeinwurfschlitz befindet sich an der Vorderfront.
Die Deutsche Post AG bot ab 2001 drei verschiedene Modelle an: „Ludwig rot“, „Knut“ in Grün und „Sam“, welcher im Stil amerikanischer Blechbriefkästen gehalten war.
Die Aufstellung und der technische Service durch die Deutsche Post wurden 2004 eingestellt. Vorhandene Kästen werden weiterhin bedient, aber nicht mehr instand gehalten.
Im Oktober 2008 testete die Deutsche Post AG die Abholung aus dem Privatbriefkasten für alle Kunden. Der „Postbotenservice“ war jedoch im Gegensatz zum „Hausbriefkasten auf dem Lande“ kostenpflichtig. Dies setzte sich aber nicht durch.

Ab dem Herbst 2013 erprobte DHL Paketkästen, die wie Briefkästen beim Kunden am Haus montiert sind. Erstes Testgebiet war in Ingolstadt. Diese Paketbriefkästen können sowohl für den Versand als auch Empfang durch die Deutsche Post DHL benutzt werden. Da die Tests sehr gut angenommen wurden, war der Paketkasten seit Mai 2014 bundesweit erhältlich. Der Kasten konnte entweder pro Monat gemietet oder wahlweise käuflich erworben werden. Anderen Postdienstleistern blieb die Nutzung der DHL-Paketkästen verwehrt.
Im Jahr 2016 wurde der Vertrieb der Paketkästen seitens der Post ohne Begründung eingestellt. Die Internetseite wurde abgeschaltet. Die bereits aufgestellten Paketkästen wurden den Kunden kostenlos überlassen und werden weiterhin bedient.
In Deutschland bieten aktuell (August 2015) Lockbox und Locumi anbieterunabhängige Paketkästen an, die Pakete von jedem Zustellungsunternehmen aufnehmen. Eine Koalition aus Hermes, GLS und DPD wurde gegründet, mit dem Ziel, ebenfalls anbieterunabhängige Paketkästen herauszubringen.

### USA

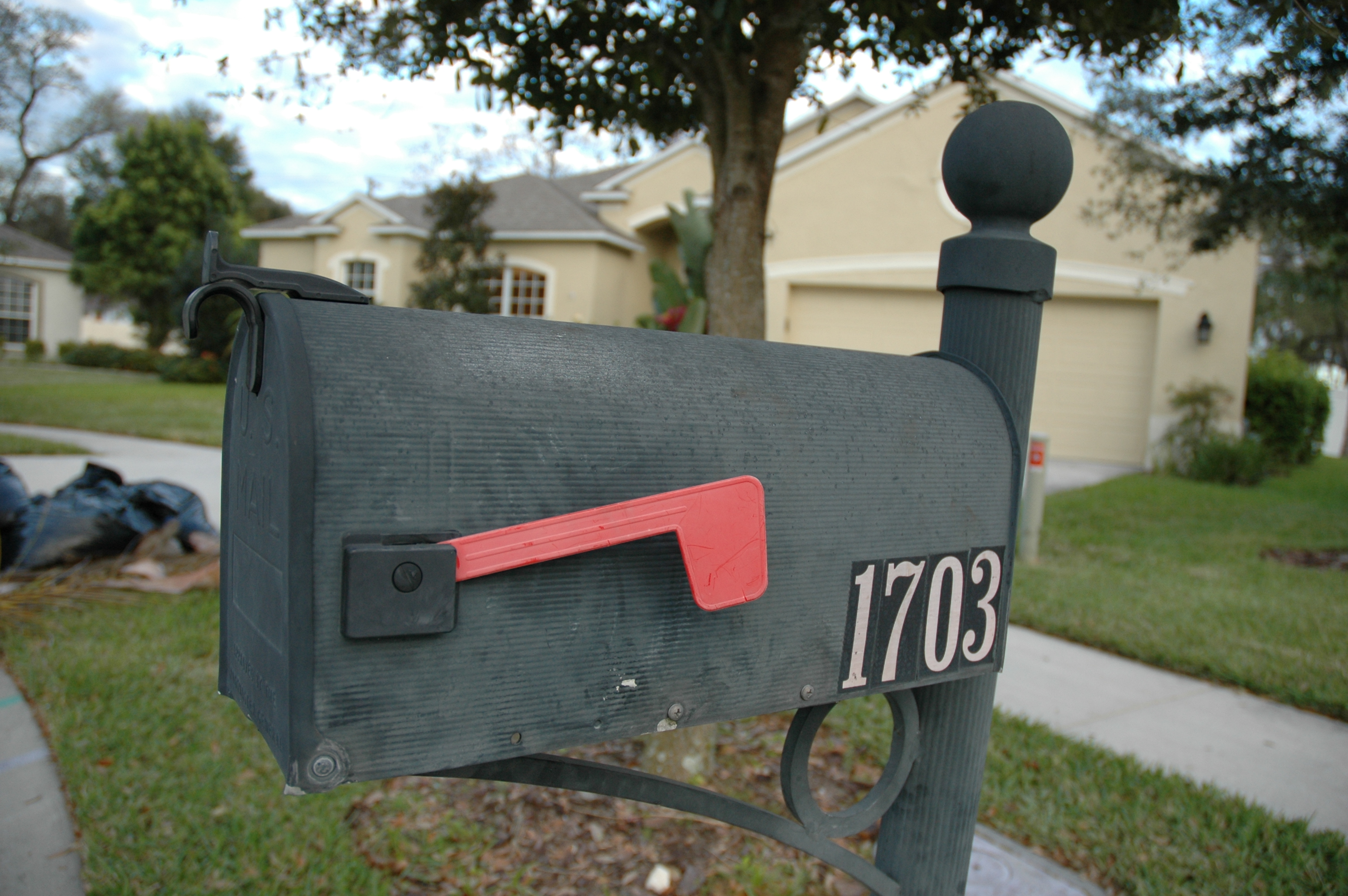
Typischer Hausbriefkasten in den USA. Mit der roten Fahne signalisiert der Besitzer, dass er ausgehende Sendungen eingelegt hat.

In den Vereinigten Staaten ist es üblich, seine ausgehende Post nicht in einen öffentlichen Briefkasten, sondern in den eigenen privaten Hausbriefkasten zu legen. Dazu bewegt der Besitzer an dem Briefkasten eine Art Fahne nach oben, damit der Zusteller weiß, dass er dort mitzunehmende Sendungen vorfindet, wenn er die tägliche Post ausliefert. Dieses System ist mit dem deutschen „Hausbriefkästen auf dem Lande“ identisch.
Zusätzlich gibt es auch normale Postbriefkästen.

## Rechtliches
Eine Pflicht zum Vorhalten eines Briefkastens gibt es nicht. Wird jedoch bei der Zustellung niemand angetroffen und ist kein Briefkasten oder ähnliche Empfangsvorrichtung vorhanden, können Sendungen als unzustellbar behandelt werden. Der Grundstückseigentümer haftet für Schäden, die entstehen, wenn der Zusteller sich auf dem Grundstück bewegt und durch eine Verletzung der Verkehrssicherungspflicht oder der Räum- und Streupflicht entstanden sind.
Bei Mehrfamilienhäusern sind Briefkästen häufig im Hausflur (also im Inneren) angebracht und der Zusteller erhält vom Eigentümer einen Schlüssel für die Haustür. Nach einem Urteil des AG Mainz kann der Vermieter die Ausgabe eines Schlüssels an den Zusteller nicht mit dem Argument verweigern, dieser solle klingeln und sich von einem der Mieter öffnen lassen. Da üblicherweise nicht alle Bewohner tagsüber anwesend sind, könne so eine ordnungsgemäße Zustellung nicht gewährleistet werden.

### Post-Universaldienstleistungsverordnung
Gemäß § 2 Nummer 4 Satz 2 der Post-Universaldienstleistungsverordnung (PUDLV) hat die Zustellung an die „in der Anschrift genannten Wohn- oder Geschäftsadresse durch Einwurf in eine für den Empfänger bestimmte und ausreichend aufnahmefähige Vorrichtung für den Empfang von Briefsendungen oder durch persönliche Aushändigung an den Empfänger zu erfolgen“. Ist dies nicht möglich, ist es dem Zusteller erlaubt, die Sendung „nach Möglichkeit einem Ersatzempfänger“ zuzustellen. Sollte die „Wohn- oder Geschäftsadresse des Empfängers nur unter unverhältnismäßigen Schwierigkeiten zu erreichen sein oder fehlt eine geeignete und zugängliche Vorrichtung für den Empfang von Briefsendungen, kann der Empfänger von der Zustellung ausgeschlossen werden“. Der Betroffene ist darüber zu informieren.

### Arbeitsrecht
Das Landesarbeitsgericht Schleswig-Holstein hat mit seinem Urteil vom 13. Oktober 2015 (2 Sa 149/15) festgestellt, dass Arbeitnehmer nicht verpflichtet sind, ihren Briefkasten an Sonntagen auf neue Post hin zu überprüfen. Hintergrund war die verspätete Zustellung einer Kündigung während der Probezeit.